# Maury Povich
Maurice Richard "Maury" Povich (født 17. januar 1939) er en amerikansk skuespiller og komiker.